# Leigh-Hunt-Gletscher
Der Leigh-Hunt-Gletscher ist ein 11 km langer und 2,5 km breiter Gletscher in der antarktischen Ross Dependency. Er fließt unmittelbar westlich des Hare Peak in nordnordwestlicher Richtung zum Brandau-Gletscher.
Teilnehmer einer von 1961 bis 1962 durchgeführten Kampagne der New Zealand Geological Survey Antarctic Expedition entdeckten und benannten ihn. Namensgeber ist Arthur Leigh Hunt (1876–1968), Gründer und erster Vorsitzender der New Zealand Antarctic Society.